# Jan Jacobsz. Bouman
Jan Jacobsz. Bouman was een zeventiende-eeuwse zetter, boekverkoper, uitgever en boekdrukker in Amsterdam. Hij overleed in Amsterdam en is hier op 27 januari 1671 begraven.

## Leven en werk
Jan Jacobsz. Bouman was actief als zetter, boekverkoper, boekdrukker en uitgever in Amsterdam in de periode 1640-1671. Mogelijk nam hij de drukkerij over van de erven van Nicolaes Biestkens. Hij drukte het werk van verschillende bekende auteurs, zoals Filips van Marnix van Sint-Aldegonde, Joost van den Vondel en Hugo de Groot. Verder drukte hij reisverhalen, zoals een volksboek van het Journaal van Bontekoe en verslagen van de ontdekkingsreis van Willem Cornelisz Schouten van Hoorn. De adressen waar Jan Jacobsz. Bouman actief was zijn bekend, omdat deze vaak op het titelblad van zijn werken worden genoemd. De bekende adressen zijn: Op ‘t water, in 1637, Op ‘t water, by de Capel-steegh, van 1645 tot 1657, Op ‘t water, tegen over de Koorn-Beurs, ook wel Op ‘t water, tegen over de Koorn-marckt, en Op ‘t water, by de Oude-brug, van 1658 tot 1668, en Op ‘t water, op de hoeck van de Vrouwe-steegh, van 1669 tot 1671. Hij had een uithangbord in de Salvater, van 1645 tot 1649, en in de Witte Lelye onder de doornen, in 1644 en 1649 tot 1670. Sommige bronnen delen zijn loopbaan in in perioden: zetter van 1640-1640, boekverkoper van 1643-1671, uitgever van 1644-1671, en drukker van 1650-1669. Het is bekend dat hij op 21 oktober 1643 is toegetreden tot het gilde van boekverkopers.
Hij trouwde op 29 september 1640 in Amsterdam met Aaltje Broers (1620 - 1673), ook wel Annetje genoemd. Aaltje was de dochter van de bekende courantier en boekdrukker Broer Jansz (1579 - 1652), die ook in Amsterdam werkzaam was. Toen zij in ondertrouw gingen, woonde Aaltje op de Nieuwezijds Achterburgwal, en Jan Jacobsz. Bouman in de Nes. Zij kregen drie kinderen, twee zoons en een dochter: Broer Jansz. Bouman (1641 - 1663), Jacobus Bouman (1644 - onbekend), en Catharina Bouman (1650 - 1653). Dochter Catharina werd in de Oudezijds Kapel begraven, op 27 juli 1653. De oudste zoon, Broer Jansz. Bouman, ook een drukker tussen 1661-1662, werd op 28 juli 1663 begraven in de Nieuwe Kerk.
Jan Jacobsz. Bouman overleed te Amsterdam en is op 27 januari 1671 begraven in de Nieuwe Kerk, net zoals zijn kinderen. 
Na zijn overlijden drukte de overgebleven familie nog één jaar door, tot en met het jaar 1672, onder de naam ‘Weduwen van Jan Jacobsz. Bouwman’. De drukkerij verhuisde naar de Pijlsteeg. Er werden nog acht boeken gedrukt, voornamelijk tragedies. Aaltje overleed in 1673 en is ook in de Nieuwe Kerk in Amsterdam begraven. Jacobus Bouman, de overgebleven zoon van Jan Jacobsz Bouman, werd ook drukker. De oudste gedateerde prent van hem dateert uit 1673. Hij werkte ‘in de Pylsteegh in de Lelye onder de Doornen’ (1673), ‘(in) de Nieuwe Haerlemmer Sluys, over de Vismarckt, in de Lely onder de Doornen’ (1675-1677) en ‘(in) den Nieuwendijck, tussen de twee Haerlemmersluysen, in de Lely onder Doornen’ (1677-1695, 1698, 1700-1708). Verder had hij een uithangbord ‘in de Lely onder de doornen’ (1673-1695, 1698, 1704, 1706, 1708). Jacobus Bouman drukte voornamelijk volks- en schoolboeken.

## Selectie van uitgegeven werken

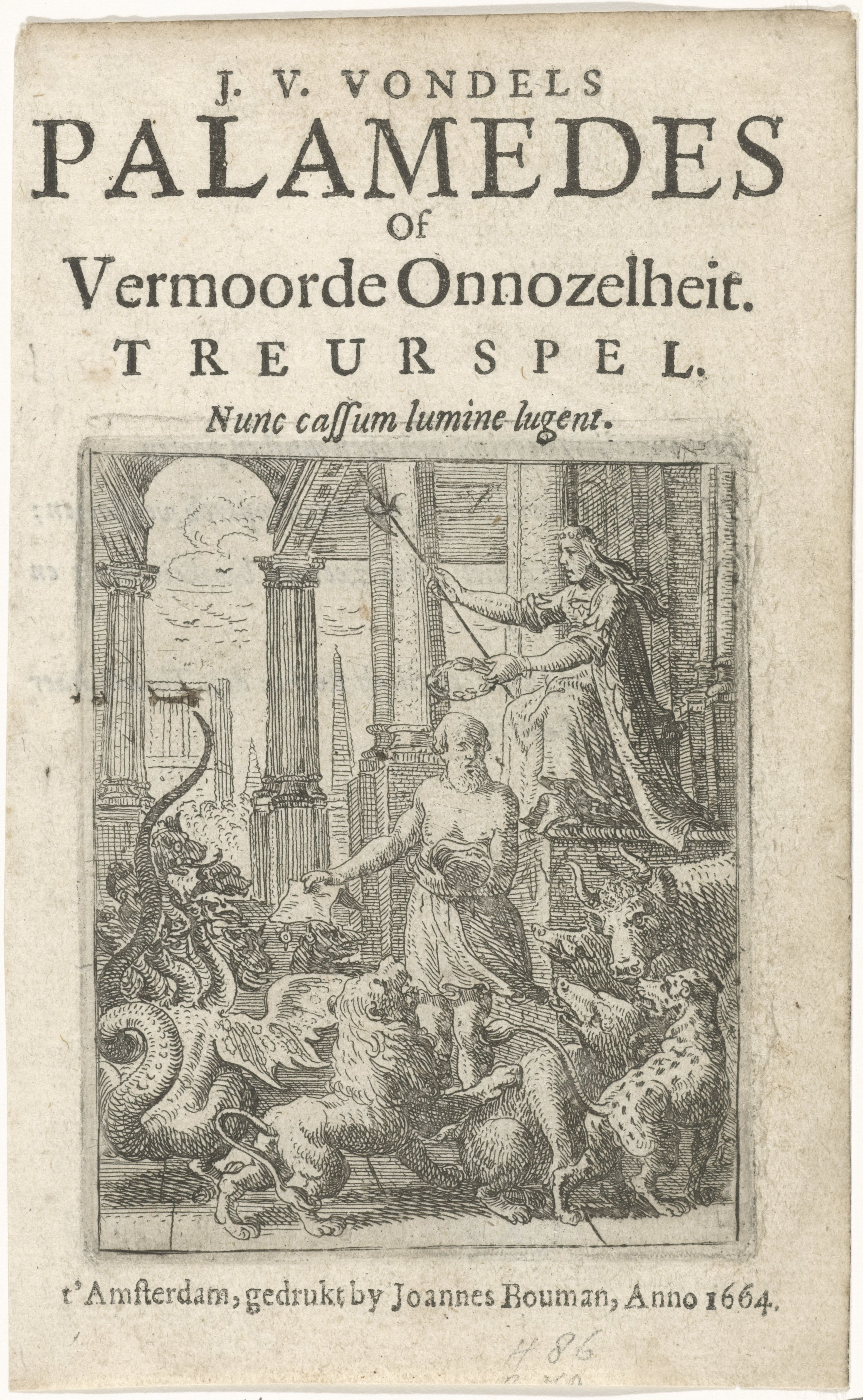
Moedige Onnozelheid door Themis gekroond Titelpagina voor J. van den Vondel, Palamedes of Vermoorde onnozelheit (..), 1636, RP-P-1891-A-16624

Jan Jacobsz. Bouman heeft, voor zover bekend, 117 boeken gedrukt, met de grootste variatie: schoolboeken, tragedies, reisverhalen, religieuze teksten, pamfletten, medische boeken. Alle boeken zijn in het Nederlands gedrukt, met uitzondering van een tweetalig schoolboek dat in het Engels en het Nederlands is.
Hieronder een selectie van boeken gedrukt door Jan Jacobsz. Bouman:
- Flavius Josephus (1647), Hooghberoemde ioodsche historien. (...).
- Jacob Cats (1649), 's Werelts begin, midden, eynde besloten in den trou-ringh, met den proef-steen van den selven.
- Willem IJsbrantsz. Bontekoe (1651), Journael ofte gedenckwaerdige beschrijvinge van de Oost-Indische reyse van Willem Ysbrantsz Bonte-koe van Hoorn. (...).
- Hugo de Groot (ed. door S. van Groenwegen van der Made) (1652) Inleydinge tot de Hollandtsche regts-geleertheyt.
- Joost van den Vondel (1655) Gysbreght van Aemstel, d'ondergangh van sijn stad en sijn ballingschap. Treurspel.
- Filips van Marnix van Sint-Aldegonde (1657) De byen-corf der H. roomscher kercke.
- Francisco de Quevedo (1658) Seven wonderlijcke gesichten.
- Sybrandt Hansz. Cardinael (1660) Het vierde School-Boeck van Mr. Sibrand Hansz: Cardinaels Arithmetica.
- Desiderius Erasmus (vert. door E. de Veer) (1660) Paraphrasis, ofte verklaringh over't Nieuwe Testament.
- Jacob Rüff (vert. door M. Everaert) (1668) 't Boeck van de vroet-wyfs.